# José Martí

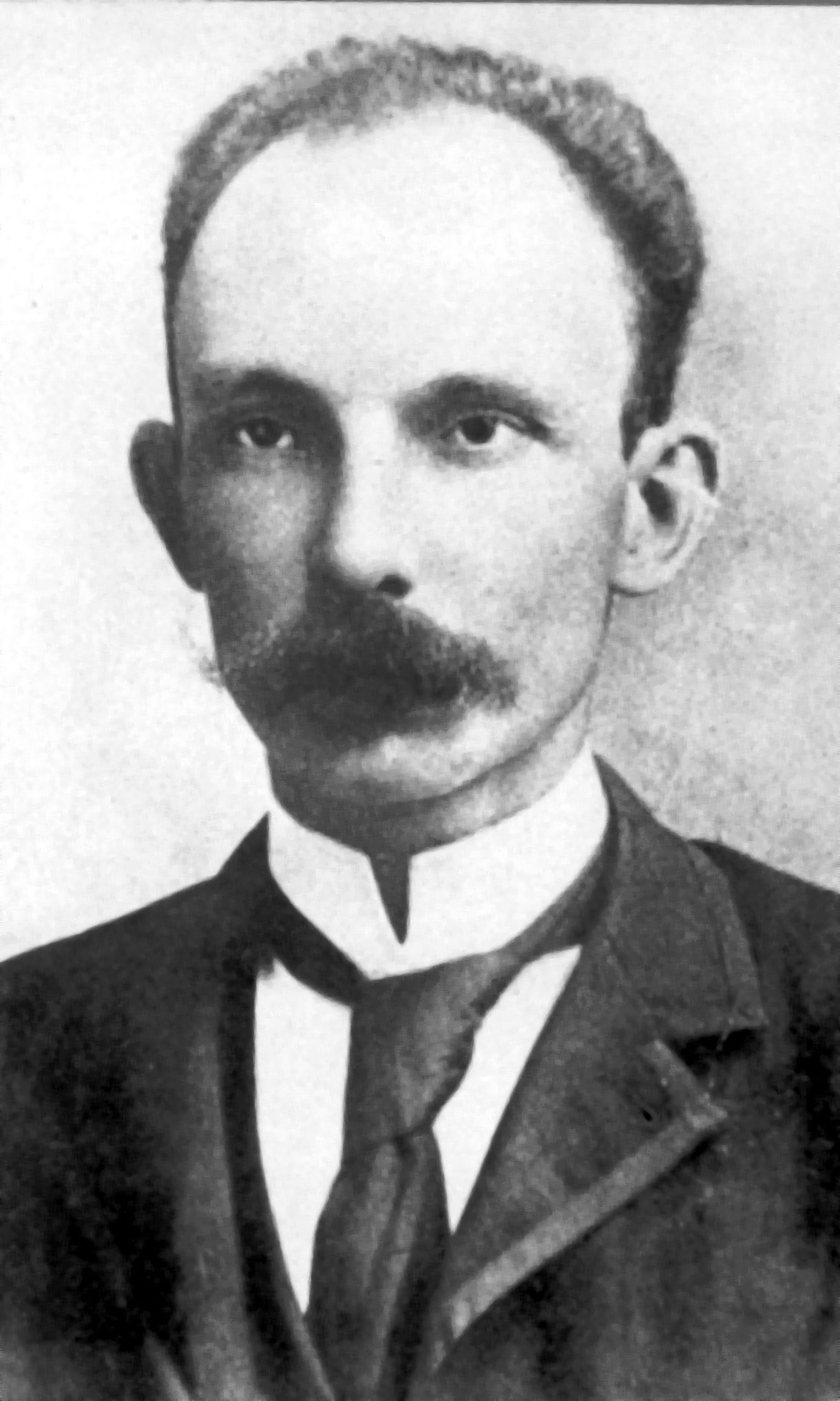
José Martí

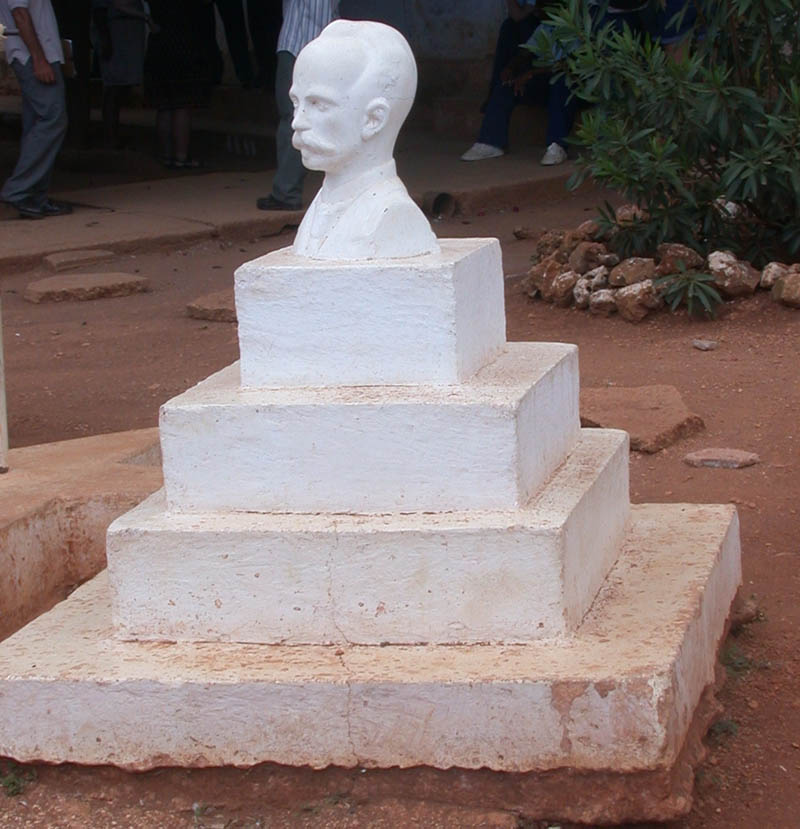
Büste von José Martí

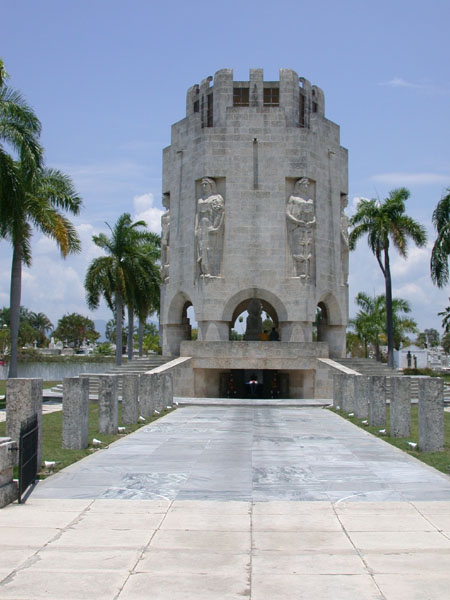
Grabmal von José Martí in Santiago de Cuba

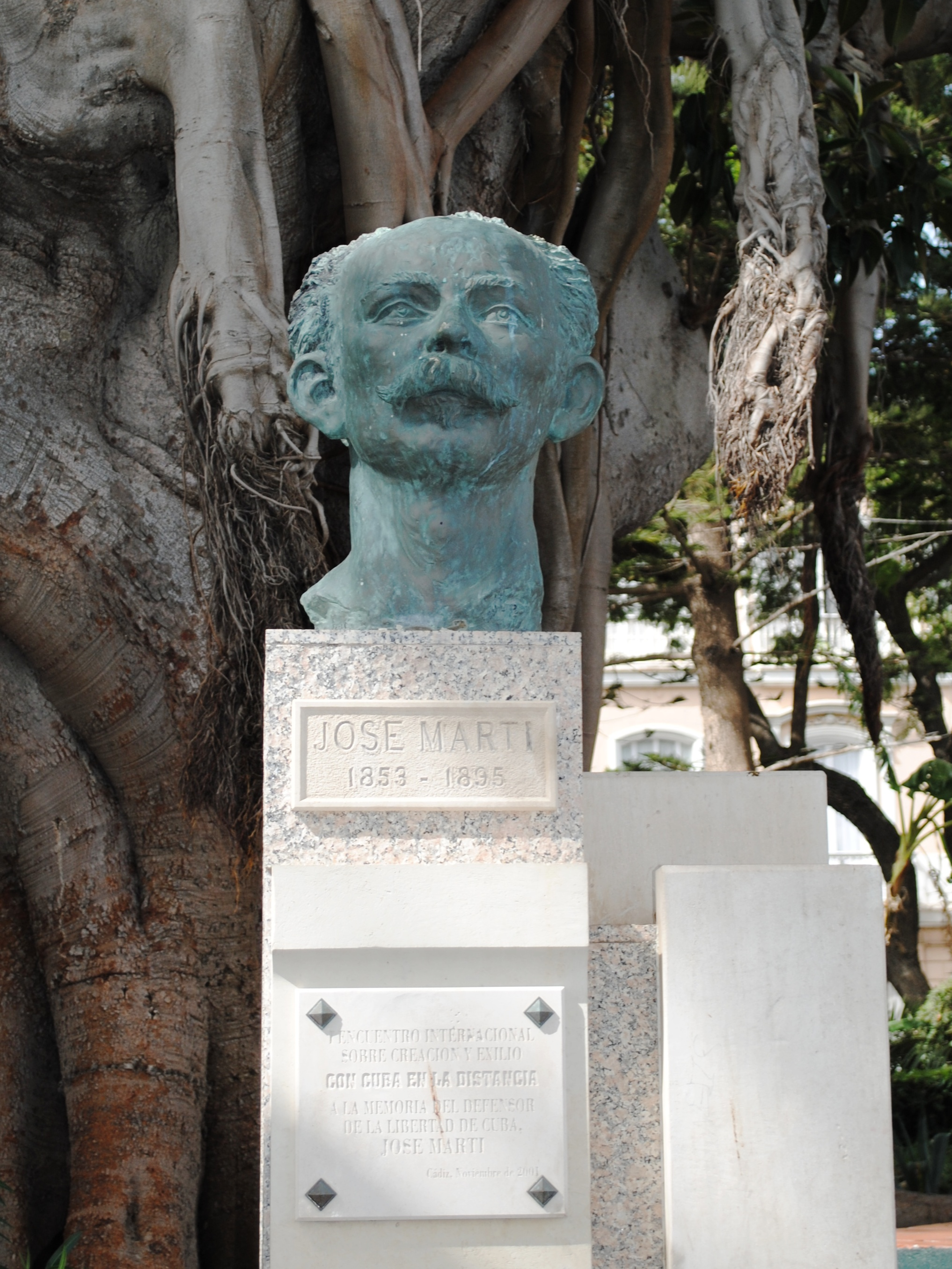
Büste von Martí in Cádiz (Spanien).

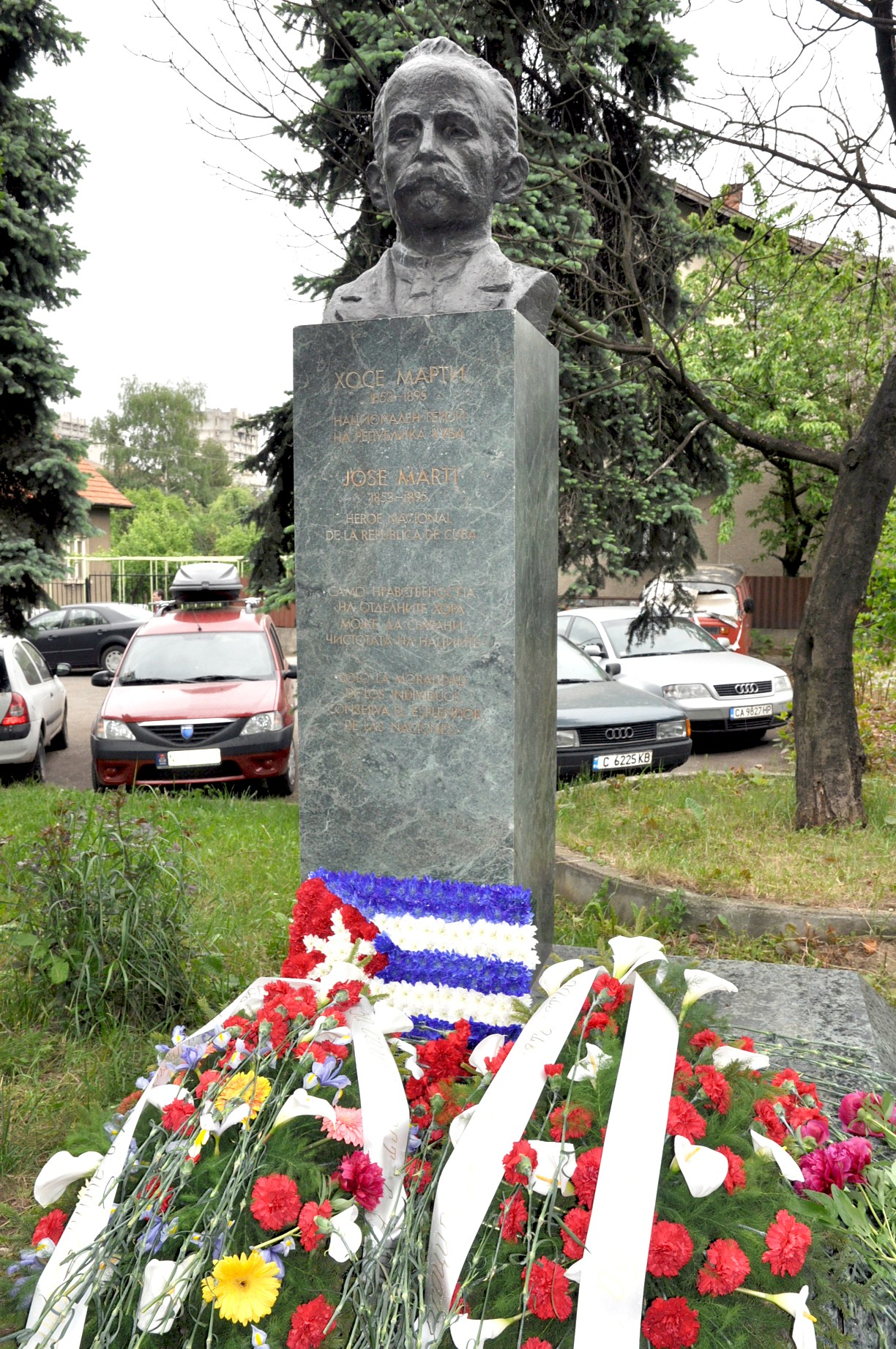
Büste von José Martí in Sofia (Bulgarien).

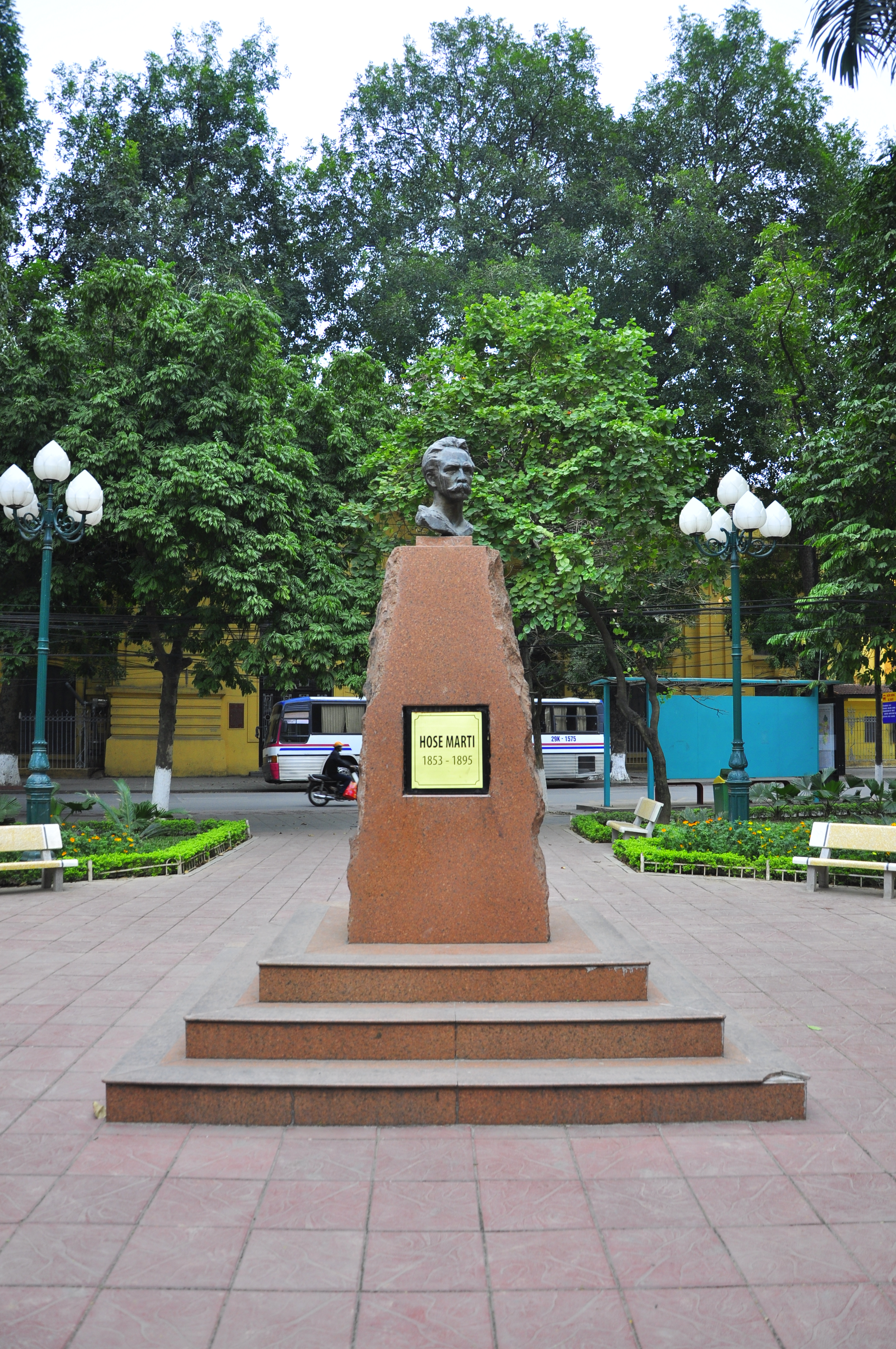
Büste von 'Hose Marti' in Hanoi (Vietnam)

José Julián Martí y Pérez (* 28. Januar 1853 in Havanna; † 19. Mai 1895 in Dos Ríos, Jiguaní, Oriente) war ein kubanischer Poet und Schriftsteller. Er gilt als kubanischer Nationalheld sowie als Symbol für den Unabhängigkeitskampf seines Landes. Als Schriftsteller war er zusammen mit dem Nicaraguaner Rubén Darío Mitbegründer der ersten voll eigenständigen lateinamerikanischen Literaturbewegung, des Modernismo.

## Leben
Seine Eltern waren aus dem spanischen Mutterland in die Kolonie Kuba eingewandert: Der aus Valencia stammende Vater Mariano Martí Navarro wurde als Unteroffizier des spanischen Kolonialheers nach Kuba versetzt, seine Frau Leonor Pérez Cabrera stammte von der Kanaren-Insel Teneriffa. José war das erste von acht Kindern des Ehepaars.
Martí begann bereits als Jugendlicher, Gedichte zu schreiben und mit dem Widerstand gegen die spanische Kolonialherrschaft zu sympathisieren. In seinem kurzen Theaterstück Abdala beispielsweise drückte der 16-Jährige seinen kämpferischen Patriotismus unverblümt aus. Patriotismus sei „el odio invencible a quien la oprime“ („der unbesiegbare Hass gegen den Unterdrücker“). Für derartige Kritik wurde er 1871 zu Zwangsarbeit verurteilt und nach Spanien deportiert. Dort nutzte er die Gelegenheit, in Saragossa Jura zu studieren.
Er kehrte 1878 nach Kuba zurück, wurde aber bereits 1879 wieder ins Exil geschickt. Zunächst lebte er in Mexiko, wo er sich mit der Maya-Kultur beschäftigte und ihre baulichen Überreste besichtigte. Von April 1877 bis Juli 1878 lebte er in Guatemala. Danach ging er für kurze Zeit nach Havanna zurück, bevor er 1881 für seine politische Arbeit nach New York zog.
Im Exil verfasste er mehrere Schriften, darunter den Gedichtband Versos sencillos („Einfache Verse“), aus dem Teile des Textes des bekannten Liedes Guantanamera stammen. Zudem organisierte Martí den politischen und militärischen Kampf gegen die spanische Kolonialmacht. Zusammen mit den kubanischen Tabakarbeitern in Florida gründete er am 10. April 1892 die Partido Revolucionario Cubano (Kubanische Revolutionspartei) und brachte die wichtigsten militärischen Führer des Guerillakrieges von 1868 bis 1878, Máximo Gómez und Antonio Maceo, dazu, den Kampf gegen Spanien wieder aufzunehmen. Von 1889 bis 1891 war er Beobachter und bekanntester Kommentator der ersten Panamerikanischen Konferenz in Washington.
Zu seinen Lebzeiten wurden nur zwei schmale Gedichtbände, Ismaelillo (1882) sowie Versos sencillos (1891), veröffentlicht. Zwei weitere Gedichtbände wurden posthum publiziert: Versos libres (1913) und Flores del destierro (1933).
Im Jahre 1895 kehrte José Martí nach Kuba zurück, um am Unabhängigkeitskrieg gegen Spanien teilzunehmen. Am 19. Mai 1895 fiel er in Kämpfen bei Dos Ríos in der damaligen Provinz Oriente.

„[E]ine unter dem Befehle des Obersten Sandoval stehende spanische Colonne zwischen Bejar und Dos Rios [stieß] auf eine 700 Mann starke Insurgentenbande, welche von den Führern Marti, Gomez, Masso und Borrero befehligt war. Nach anderthalbstündigem Kampfe wurden die Insurgenten zerstreut. Marti, der sogenannte Präsident der ‚Republik Cuba‘, würde getödtet. […] Jose Marti, die Seele der cubanischen Aufstandsbewegung, ein noch junger Mann, war gleichwohl seit 20 Jahren für die Befreiung seines Vaterlandes von der spanischen Herrschaft thätig. Schon als Knabe hatte er dafür gefochten, so dass seine Transportation nach Spanien für nothwendig gehalten wurde. Er hatte sein Vermögen und seine glänzenden Aussichten diesem einzigen Lebenszwecke geopfert. Gar oft hatte er sein Leben dafür eingesetzt.“

Martís Grabmal befindet sich in Santiago de Cuba auf dem Friedhof Cementerio Santa Ifigenia. Vor dem Grabmal wird von einer Ehrenwache regelmäßig ein Wachwechsel zelebriert. José Martí war Freimaurer; bei der jährlichen Kranzniederlegung sind hunderte solcher anwesend. 

## Politisches Denken
Das politische Denken Martís war vom Antiimperialismus geprägt. Dabei hatte er nicht nur die aktuelle kubanische Kolonialmacht Spanien im Sinn, sondern warnte auch vor den zunehmend imperialen Ambitionen der USA, besonders im Hinblick auf sein eigenes Land. Er hielt sich jedoch von den damaligen sozialistischen und kommunistischen Parteien fern. Stattdessen war Martí von radikalem Humanismus und Unabhängigkeitsdenken geprägt. Sein Traum war ein wahrhaft unabhängiges Kuba. Gleiches galt für ganz Lateinamerika. Er sprach dabei von „unserem Amerika“ im Essay Nuestra América (1891) und forderte darin eine konzentrierte Hinwendung des Blicks auf den südamerikanischen Kontinent, um ihn wirklich kennenzulernen, ihn zu erforschen und seine Psychologie sowie die Völker zu verstehen, die ihn prägten. Die Unterschichten sollten aktiv an der Regierung beteiligt sein, das Militär sollte Absicherung nach außen gewähren, jedoch nicht die Regierung überwachen. Der Staat sollte die nationale Wirtschaft unterstützen, insbesondere die Landwirtschaft. Die Außenpolitik sollte sich auf eine Union der lateinamerikanischen Staaten stützen und den expansionistischen Interessen der USA entgegenwirken. Eine Regierung Kubas nach Martís Vorstellungen sollte die extreme soziale Ungleichheit – bedingt durch die Kolonialherrschaft Spaniens – beseitigen und die kubanische Identität und Kultur so weit festigen, dass die Entstehung einer vollkommenen politischen Unabhängigkeit ermöglicht werden kann.
Martí setzte sich für die Rechte Einheimischer in Lateinamerika ein. Trotzdem unterstützte er das Vorgehen des argentinischen Präsidenten Julio Argentino Roca gegen Indios in Patagonien ideologisch. Bis in die Mitte der 1880er Jahre rechtfertigte er auch die Grundenteignung indigener Bevölkerung, wenn das Land nicht zum Ackerbau verwendet wurde. 1885 brach er mit diesen Auffassungen. Später wandte er sich auch gegen militärische Regierungsformen. Kurz vor seinem Tod schrieb er an den General Máximo Gómez: „Eine Republik, mein General, gründet man nicht in der gleichen Weise, wie man eine Kaserne befiehlt!“

## Das politische Erbe José Martís
Während die Bedeutung des Dichters Martí für die Weltliteratur und besonders für die Literatur Lateinamerikas unbestritten ist, entbrannte mit dem Entstehen der Republik Kuba 1902 ein Kampf um das politische Erbe Martís, der bis heute andauert. Es lassen sich zwei Hauptströmungen in der Rezeption seines politischen Denkens erkennen:
- Bereits die Gründungsväter der Republik Kuba sahen mit der Institutionalisierung der Republik den Kampf Martís für eine kubanische Nation als abgeschlossen an. 1934 nannte sich eine der staatstragenden Regierungsparteien nach der von Martí gegründeten Partei Partido Revolucionario Cubano (Auténticos). Mit dieser Position wurde Martí zu einer bedeutenden historischen Figur, zu einem Monument in der Geschichte Kubas. Das ist ganz wörtlich zu verstehen: Das José-Martí-Denkmal als eines der Wahrzeichen von Havanna wurde unter dem Diktator Fulgencio Batista errichtet. Auch die Namensgebung des vom US-Kongress eingerichteten Rundfunksenders Radio and TV Martí verweist auf diese Interpretation Martís. Der Paseo del Prado in Havanna trägt den offiziellen Namen Paseo de Martí.
- Ausgehend von den Warnungen Martís vor einer Vorherrschaft der USA in Lateinamerika und seinen Forderungen nach sozialer Gerechtigkeit und Vereinigung der lateinamerikanischen Staaten wurde Martí bereits zu Beginn des 20. Jahrhunderts als Sozialist und Antiimperialist verstanden. Vom kubanischen Staat und vielen nach einer politischen und ökonomischen Unabhängigkeit Lateinamerikas strebenden politischen Gruppen wird er auch heute als Vordenker ihrer Bestrebungen verehrt. Die Martí-Büste vor jeder kubanischen Schule im nachrevolutionären Kuba soll ein Verweis auf die Forderungen Martís nach allgemeiner Volksbildung sein. Das sozialistische Kuba versteht sich als Erbe des Denkens von José Martí und Karl Marx, deren Ideen als Auftrag für die Politik zu sehen sind.

Jede kubanische Schule hat eine Büste von José Martí am Eingang oder auf dem Schulhof.
In Berlin-Pankow gibt es seit 2013 eine José-Martí-Statue.

## Werke
- Gonzalo de Questa y Miranda (Hrsg.): Obras Completas. La Habana, Editorial Trópico, 1936–1949, 70 Bände. (Diese Ausgabe der Gesammelten Werke ist nicht komplett.)
- La Edad de Oro („Das Goldene Zeitalter“).
- New York unter dem Schnee, veröffentlicht in der Zeitung La Nación, Argentinien.
- Mit Feder und Machete – Gedichte, Prosaschriften und Tagebuchaufzeichnungen. Rütten & Loening, Berlin 1974.
- De Marti a Castro. Ed. Grijalbo, Barcelona 1974.
- Inside the Monster: Writings on the United States and American Imperialism. Monthly Review Press, New York 2008, ISBN 0853454035.
- Das goldene Alter. Patchworld, Berlin 2013.